# Tỉnh ủy Nghệ An
Tỉnh ủy Nghệ An hay còn được gọi Ban chấp hành Đảng bộ tỉnh Nghệ An là cơ quan lãnh đạo cao nhất của Đảng bộ tỉnh Nghệ An giữa hai kỳ đại hội đại biểu Đảng bộ tỉnh Nghệ An, do Đại hội Đại biểu Đảng bộ tỉnh bầu.
Tỉnh ủy Nghệ An có chức năng thi hành nghị quyết, quyết định của Đại hội Đại biểu Đảng bộ tỉnh Nghệ An, Ban Chấp hành Trung ương Đảng, Ban Bí thư và Bộ Chính trị.
Đứng đầu Tỉnh ủy là Bí thư Tỉnh ủy và thường là ủy viên Ban chấp hành Trung ương Đảng. Bí thư Tỉnh ủy hiện tại là ông Nguyễn Đức Trung.